# Gadila abruptoinflata
Gadila abruptoinflata är en blötdjursart som först beskrevs av Charles Hercules Boissevain 1906.  Gadila abruptoinflata ingår i släktet Gadila och familjen Gadilidae. Inga underarter finns listade i Catalogue of Life.